# Oberdorf (Soleure)
Pour les articles homonymes, voir Oberdorf.
Oberdorf est une commune suisse du canton de Soleure, située dans le district de Lebern.